# RAW LIFE OSAKA
『RAW LIFE OSAKA』（ロー・ライフ・おおさか）は、1999年10月27日にワーナーミュージック・ジャパン / wea japanから発売された坂本龍一5作目のライブ・アルバム。

## 解説
1999年9月4日・5日に大阪城ホールで行われた坂本龍一のオペラ「LIFE a ryuichi sakamoto opera 1999」の公演を収録。初回生産限定盤。
同オペラの東京公演を収録した『RAW LIFE TOKYO』と同時発売。

## 収録曲

### Disc 1
1. Door Open
2. Overture
3. 1-1 War and Revolution
4. 1-2 Science and Technology

### Disc 2
1. 2-1 Evolution of Life
2. 2-2 History of Gaia
3. 3-1 Art
4. 3-2 Response
5. 3-3 Light